# ロブ・ウィルキンソン
ロブ・ウィルキンソン（Rob Wilkinson、1992年2月22日 - ）は、オーストラリアの男性総合格闘家。タスマニア州ホバート出身。VT1ジム/ハイブリッド・トレーニングセンター MMA所属。PFLライトヘビー級トーナメント2022王者。

## 来歴
YouTubeでランディ・クートゥアの試合を観て総合格闘技に興味を持ち、2011年にプロ総合格闘技デビュー。
2016年3月19日、AFC 15のAFCミドル級タイトルマッチで王者ジェイミー・アブダッラーに挑戦し、パウンドで1RTKO勝ち。王座獲得に成功した。

### UFC
2017年9月2日、UFC初参戦となったUFC Fight Night: Volkov vs. Struveでシアー・バハドゥルザダと対戦し、パウンドで2RTKO負け。
2018年2月11日、UFC 221でイスラエル・アデサンヤと対戦し、スタンドパンチ連打で2RTKO負け。2連敗となり、UFCからリリースされた。

### PFL
2022年4月20日、Professional Fighters League初参戦となったPFL 1のミドル級トーナメント・レギュラーシーズン1回戦でブルース・スートと対戦し、2RTKO勝ちを収め5ポイントを獲得。6月17日、PFL 4でビクトル・ペスタと対戦し、右ストレートでダウンを奪いパウンドで1RTKO勝ちを収め6ポイントを獲得し、合計11ポイントでプレーオフ進出を果たした。
2022年8月5日、PFL 7のミドル級トーナメント準決勝でデラン・モンテと対戦し、左膝蹴りで1RKO勝ち。11月25日、PFL 10のミドル級トーナメント決勝でオマリ・アフメドフと対戦し、2R終了時にドクターストップでTKO勝ちを収め優勝を果たし、優勝賞金100万ドル（約1億4000万円）を獲得した。
2024年4月12日、PFL 2でトム・ブリーズと対戦し、パウンドで1RTKO勝ちを収め6ポイントを獲得。

## 戦績
| 総合格闘技 戦績 | 総合格闘技 戦績 | 総合格闘技 戦績 | 総合格闘技 戦績 | 総合格闘技 戦績 | 総合格闘技 戦績 | 総合格闘技 戦績 |
| --------------- | --------------- | --------------- | --------------- | --------------- | --------------- | --------------- |
| 20 試合         | (T)KO           | 一本            | 判定            | その他          | 引き分け        | 無効試合        |
| 18 勝           | 10              | 7               | 1               | 0               | 0               | 0               |
| 2 敗            | 2               | 0               | 0               | 0               | 0               | 0               |

| 勝敗 | 対戦相手                 | 試合結果                                       | 大会名                                                                   | 開催年月日     |
| ○    | トム・ブリーズ           | 1R 1:10 TKO（パウンド）                        | PFL 2 【2024年PFLライトヘビー級トーナメント・レギュラーシーズン1回戦】   | 2024年4月12日  |
| －   | チアゴ・サントス         | ノーコンテスト（ウィルキンソンの薬物検査失格） | PFL 1                                                                    | 2023年4月1日   |
| ○    | オマリ・アフメドフ       | 2R 5:00 TKO（ドクターストップ）                | PFL 10 【2022年PFLライトヘビー級トーナメント決勝】                       | 2022年11月25日 |
| ○    | デラン・モンテ           | 1R 1:37 KO（左膝蹴り）                         | PFL 7 【2022年PFLライト級トーナメント準決勝】                            | 2022年8月5日   |
| ○    | ビクトル・ペスタ         | 1R 3:03 TKO（右ストレート→パウンド）           | PFL 4                                                                    | 2022年6月17日  |
| ○    | ブルース・スート         | 2R 0:46 TKO（パウンド）                        | PFL 1                                                                    | 2022年4月20日  |
| ○    | ダニエル・アルメイダ     | 1R 1:22 KO（パウンド）                         | Hex Fight Series 21 【HEXライトヘビー級タイトルマッチ】                  | 2021年4月9日   |
| ○    | ディラン・アンドリュース | 1R 3:03 ギロチンチョーク                       | Australian Fighting Championship 23                                      | 2019年12月1日  |
| ×    | イスラエル・アデサンヤ   | 2R 3:37 TKO（スタンドパンチ連打）              | UFC 221: Romero vs. Rockhold                                             | 2018年2月11日  |
| ×    | シアー・バハドゥルザダ   | 2R 3:10 TKO（パウンド）                        | UFC Fight Night: Volkov vs. Struve                                       | 2017年9月2日   |
| ○    | アレクサンダー・ポペック | 1R 3:51 リアネイキドチョーク                   | Euro Fighting Championship 1                                             | 2016年10月1日  |
| ○    | ジェイミー・アブダッラー | 3R 4:07 TKO（パウンド）                        | AFC 15 【AFCフェザー級タイトルマッチ】                                   | 2016年5月19日  |
| ○    | ダニエル・シャルト       | 1R 3:28 ギロチンチョーク                       | Australia Fighting Championship 14                                       | 2015年9月12日  |
| ○    | ジェラルド・ボイト       | 1R 3:45 リアネイキドチョーク                   | Brace For War: Tournament Season 1 Final 【BRACEミドル級タイトルマッチ】 | 2014年11月22日 |
| ○    | リック・アルキン         | 1R 4:16 TKO（肘打ち連打）                      | Brace For War 28                                                         | 2014年8月8日   |
| ○    | キット・キャンベル       | 3R TKO（パンチ連打）                           | Brace For War 27                                                         | 2014年5月17日  |
| ○    | ベン・ケレハー           | 5分3R終了 判定3-0                              | Submission 4                                                             | 2013年8月17日  |
| ○    | エイディ・サットン       | 1R 3:47 腕ひしぎ十字固め                       | Valor Fight 3                                                            | 2012年12月8日  |
| ○    | タイ・シャー             | 1R 1:42 リアネイキドチョーク                   | Sport Fight 31                                                           | 2012年8月4日   |
| ○    | マルク・ジェーレ         | 1R 4:55 TKO（パンチ連打）                      | Brace For War 14                                                         | 2012年2月12日  |
| ○    | JJ・ヴァン・アズウェゲン | 1R TKO（パンチ連打）                           | Brace For War 12                                                         | 2011年10月15日 |

## 獲得タイトル
- PFLミドル級トーナメント 優勝（2022年）
- HEXライトヘビー級王座（2021年）
- AFCミドル級王座（2016年）
- BRACEミドル級王座（2014年）